# Solna centrum (Stockholms tunnelbana)
Solna centrum ist eine unterirdische Station der Stockholmer U-Bahn, welche unterhalb des gleichnamigen Einkaufszentrums liegt. Sie befindet sich im Stadtteil Skytteholm der Gemeinde Solna. Die Station wird von der Blå linjen des Stockholmer U-Bahn-Systems bedient. Sie gehört zu den viel frequentierten Stationen des U-Bahn-Netzes. An einem normalen Werktag steigen 11.400 Pendler hier zu.
Die Station wurde am 31. August 1975 als 82. Station der Tunnelbana in Betrieb genommen, als der erste Abschnitt der Blå linjen zwischen T-Centralen – Hjulsta eröffnet wurde. Die Bahnsteige befinden sich ca. 27–36 Meter unter der Erde. Die Station liegt zwischen den Stationen Västra skogen und Näckrosen. Bis zum Stockholmer Hauptbahnhof sind es etwa fünf Kilometer.